# Яранская районная библиотека
Яранская центральная районная библиотека имени Г. Ф. Боровикова (МБУК «ЯЦРБ») — главная библиотека Яранского района Кировской области и города Яранска. Одно из старейших библиотечных учреждений региона.

## История
Яранская городская публичная библиотека открыта 1 сентября 1889 года. Источниками финансирования учреждения стали Яранская городская дума, Яранская уездная земская управа, плата подписчиков. Первые 745 книг и журналов были собраны группой прогрессивно настроенной интеллигенции (врачи Г. Кроль, А. Сосницкий, инспектор народных училищ С. И. Колосов, преподаватель духовного училища В. Е. Чемоданов и др.). Деньги и книги также жертвовали меценаты священник Анцыгин и купец Ф. Я. Рощин. Библиотека быстро завоевала любовь горожан и уже к концу года имела 89 читателей. На 1904 год в неё числилось 96 платных и 125 бесплатных абонентов. Библиотечный фонд в то время составлял уже 4,5 тыс. томов.
20 сентября 1917 года библиотеке присвоено звание уездной. В 1918 году образована Детская библиотека. В 1923 году фонд библиотеки насчитывал 15 542 экземпляра книг и 1360 экземпляров брошюр.
В 1938 году учреждение разделяется на районную и городскую, но в 1961 снова объединяется в единую районную. В 1965 году библиотека стала участником ВДНХ СССР. В 2005 году библиотеке присвоено имя писателя Григория Фёдоровича Боровикова.

## Здание
Здание, в котором в настоящее время располагается библиотека, является памятником истории регионального значения. Построено на углу современных улицы Кирова и Карла Маркса купцом П. Л. Калининым в 1844 году. Предположительно, архитектором является Ф. М. Росляков. 11 января 1918 года здесь проходил первый съезд Советов Яранского уезда.

## Директора
- Винокурова Н. В., заслуженный работник культуры РСФСР
- Кудрявцева Галина Витальевна